# Gunungapi

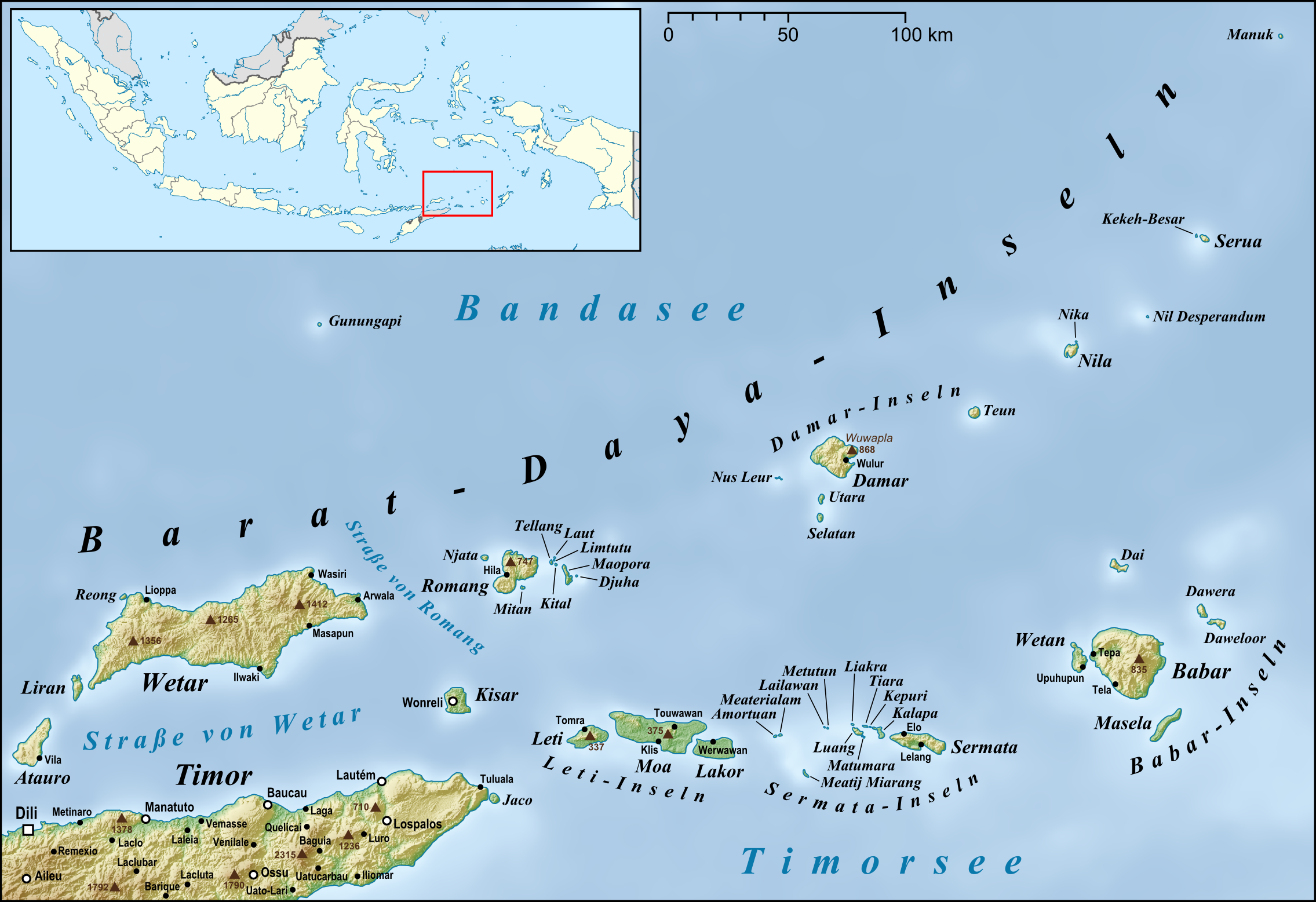
Gunungapi liegt nördlich der Barat-Daya-Inseln

Gunungapi (indonesisch Pulau Gunungapi, deutsch Vulkan, manchmal auch Gunungapi Wetar) ist eine kleine indonesische Insel in der Bandasee.
Gunungapi liegt etwa 100 km nördlich der Insel Wetar und 365 km südsüdwestlich von Ambon. Sie besteht aus dem gleichnamigen Stratovulkan, der 282 m über den Meeresspiegel ragt. Vom Meeresboden aus gemessen, erreicht der Vulkan 5000 m. Die letzten Eruptionen fanden 1512 und 1699 statt.
Gunungapi gehört zur Provinz Maluku und ist unbewohnt.